# Maxime Fortin
Maxime Fortin, né à Saint-Aubert le 17 mars 1881 et mort à Saint-Jean-Port-Joli le 4 août 1957, est un homme d'église et un syndicaliste québécois. 
Maxime Fortin a joué un rôle central dans l'émergence du syndicalisme catholique au Québec et fut le premier aumônier de la Confédération des travailleurs catholiques du Canada.

## Biographie
L'abbé Maxime Fortin, sociologue, s'est d'abord fait remarquer par de nombreux articles dans le journal l'Action sociale et comme directeur de la Commission des questions ouvrières de l'action sociale catholique du diocèse de Québec. En 1914, l'évêque auxiliaire de Québec, monseigneur Roy, l'envoie en Europe étudier en science sociale mais la guerre le fait revenir à Québec plus tôt que prévu.
En 1915, il est chargé par monseigneur Roy de la fondation du premier syndicat catholique du diocèse de Québec, l'Union catholique des ouvriers mineurs de Thetford, pour couper l'herbe sous le pied à la campagne d'organisation d'un syndicat international (une section locale de la Western Federation of Miners, un syndicat radical américain).
De retour à Québec, il conçoit le plan de convertir les syndicats nationaux, dont certains ont déjà des aumôniers, en syndicats catholiques plutôt que d'en fonder de nouveaux. Pour ce faire, il crée, toujours en 1915, le Cercle d’étude des ouvriers de Québec dans le but de former une élite ouvrière à la doctrine sociale de l'église pour ensuite la diffuser dans les syndicats,,. Des militants syndicaux comme Pierre Beaulé et Gaudiose Hébert vont y participer.
Le 10 mai 1917, il organise une réunion avec les membres des comités exécutifs de la majorité des syndicats nationaux de Québec. Il propose aux syndicats d'amender leurs constitutions pour accepter la présence d'aumôniers et s'affirmer comme « une organisation ouvrière ouvertement et franchement catholique ». 
Le 5 mars 1918, le Conseil central national des métiers du district de Québec est fondé par la fusion des deux anciens conseils centraux devenus tous deux catholiques à la fin de 1917. Maxime Fortin en est le premier aumônier,,. 
À titre d'aumônier du Conseil central national des métiers du district de Québec, il participa activement à l'organisation des trois rencontres préparatoires qui ont mené à la fondation, en 1921, de la Confédération des travailleurs catholiques du Canada dont il sera le premier aumônier général,,.
Au contact quotidien des travailleurs et au fil des grèves, la pensée de Maxime Fortin a considérablement évolué et a accompagné la radicalisation de l'action syndicale de la CTCC. L'abbé est tranquillement passé d'un messager de l'église auprès des travailleurs à un messager des travailleurs auprès de l'église. En 1925 et 1927, autour de la grève de l'industrie de la chaussure de Québec, il adresse à l'épiscopat deux mémoires retentissant qui sont en fait de violents réquisitoires contre l'attitude des élites envers le syndicalisme et une défense acharné de celui-ci.
À la faveur de changements dans la hiérarchie catholique de Québec, Maxime Fortin se retrouve progressivement isolé, jusqu'à être « exilé » en 1932,. L'église lui retire toutes ses responsabilités dans le mouvement syndical et il est nommé curé de Saint-Michel-de-Bellechasse, poste qu'il occupera jusqu'à sa mort en 1957.